# Princ od Vranje
Stefan Zdravković (en serbe cyrillique: Стефан Здравковић), plus connu sous son nom de scène Princ od Vranje (en serbe cyrillique: Принц од Врање), ou plus simplement Princ, est un chanteur serbe né le 29 septembre 1993 à Vranje, alors en Yougoslavie. Il représente la Serbie au Concours Eurovision de la chanson 2025, avec sa chanson Mila.

## Jeunesse et débuts
Stefan Zdravković naît en 1993 à Vranje, dans le sud de la Serbie. Il vit à Belgrade depuis 2002. Il a été champion et vice-champion national de karaté, et a également intégré l'équipe nationale.

Ses débuts en musique se font à l'âge de quinze ans, lorsqu'il crée le groupe Šesta žica avec des amis du lycée.

Il est philologue de profession, diplômé de la faculté de philologie de l'université de Belgrade, dans le département de langues et littérature scandinaves, spécialisé en langue norvégienne,.

## Carrière
Stefan Zdravković est chanteur, guitariste et batteur. Il est le chanteur principal du groupe Sizip depuis 2016. En 2020, il tient le rôle-titre de la comédie musicale Jesus Christ Superstar d'Andrew Lloyd Webber et Tim Rice, dans une production du Centre Culturel de la ville étudiante de l'université de Belgrade.
Il participe en outre à plusieurs festivals musicaux, dont le Slavianski bazaar en Biélorussie, ainsi que d'autres en Bulgarie, au Kazakhstan, en Lituanie, en Italie ou encore en Espagne.
En 2021, il participe à la huitième saison du télécrochet Glasăt na Bălgariya, la version bulgare de The Voice diffusée sur bTV. Après avoir fait se retourner les quatre coaches lors de son audition à l'aveugle sur Pillowtalk de Zayn Malik, il choisit d'intégrer l'équipe de Lyubo Kirov, et sera éliminé lors de l'étape des cross battles, juste avant la finale.

### Depuis 2022:Pesma za Evrovizijuet Eurovision
Le 19 janvier 2022, il est annoncé parmi les participants à Pesma za Evroviziju '22, dans le but de représenter le Serbie au Concours Eurovision de la chanson 2022. Cependant, il se retire de la compétition à la suite de différends avec Leontina Vukomanović, la compositrice de sa chanson Ljubi svog čoveka. La chanson est alors réattribuée à Tijana Dapčević, sous une version modifiée et intitulée Ljubi, ljubi doveka.
L'année suivante, il participe de nouveau à Pesma za Evroviziju '23, cette fois avec une chanson intitulée Cvet za Istoka. Il se qualifie pour la finale, à l'issue de laquelle il finit deuxième, derrière Luke Black, avec 18 points (6 correspondant à une cinquième place au classement du jury, et 12 pour la première place au classement du public).
Il y participe à nouveau en 2025, avec sa chanson intitulée Mila. Il remporte de justesse la finale, avec 18 points (10 du jury qui le classait deuxième, et 8 du public qui le classait troisième). Il devient ainsi le représentant de la Serbie à l'Eurovision 2025, à Bâle en Suisse. Il interprète sa chanson lors de la deuxième demi-finale du 15 mai, mais ne parvient pas à se qualifier pour la finale.

## Discographie

### Singles
- 2022 – Samo mi je lepo
- 2023 – Cvet sa Istoka
- 2023 – Mirno (avec Goca Tržan)
- 2023 – Kad poželiš (avec Regina)
- 2024 – Ajša
- 2024 – Čardak
- 2024 – Ela ela
- 2024 – Belo
- 2024 – Paučina
- 2025 – Mila